# Hoetmar
Das Dorf Hoetmar (Aussprache: „Hohtmar“ wegen des westfälischen Dehnungs-e) hat 2.360 Einwohner (Stand: 1. Januar 2024), liegt im Münsterland in Nordrhein-Westfalen und ist ein Ortsteil der Stadt Warendorf.

## Geschichte
Erste urkundliche Erwähnung findet Hoetmar im Jahre 851. Der Stifter des Klosters Freckenhorst, Graf Everword, gibt zwei Höfe in „Otomar“ dem Stift in Freckenhorst zum Geschenk und zur Nutznießung. Hierbei handelt es sich jedoch um ein gefälschtes Dokument.
Um ca. 1050 wird der Hof Althoetmar in der Freckenhorster Heberegisterrolle erwähnt („Aldonhotnon“). 1241 wird Hoetmar als „Hotnon“ erwähnt, 1281 „Hoetman“, 1299 „Hoetmere“ und schließlich als „Hoetmar“.
Soweit geschichtlich nachweisbar, gehörte Hoetmar den Grafen von Werl, den späteren Grafen von Arnsberg. 1247 erhält bei der Erbteilung Konrad von Rietberg alle Besitzungen nördlich der Lippe, also auch Hoetmar. Als erste Lehnsträger des Hauses Hoetmar treten die Ritter von Hoetmar auf. 1449 heiratete eine Erbtochter des Hauses und Geschlechtes Hoetmar Series von der Hegge. Durch Heirat kommt Hoetmar an die Familie von Ketteler und um 1700 an den Grafen von Westerholt, dem noch heute „Haus Hoetmar“ gehört. (Vor 1000 Jahren erhob sich auf der Hofstätte des heutigen Hauses Hoetmar eine Burg, umgeben mit Wall und Graben. Im 16. Jahrhundert entsteht an ihrer Stelle ein neuer Wohnsitz im Renaissancestil, der 1850 dem heutigen Haus Hoetmar weicht.)
Verschiedenen Grundherrschaften waren Hoetmarer Bauern untertänig, besonders dem Freckenhorster Kloster, dem Kloster Marienfeld, dem Stift St. Mauritz in Münster, dem Domkapitel und dem Kloster Niesing in Münster.
Durch Erlass Napoleons I. im Jahre 1808 wurde die Leibeigenschaft aufgelöst. An die Gutsherren wurden von den Bauern jährliche Auslösungssummen gezahlt.
Gegen Ende des Dreißigjährigen Krieges um das Jahr 1645 entbrannte zwischen den Freckenhorster Markgenossen einerseits und den zu Hoetmar und Enniger gehörenden andererseits eine erbitterte Feindschaft.

### 19. Jahrhundert
Nach der Schlacht bei Jena und Auerstedt 1806 wurde das Münsterland von französischen Truppen besetzt. Am Ende des Jahres 1808 wurde die frühere Gemeindeverfassung abgeschafft. Hoetmar wurde mit der Gemeinde Westkirchen zu einer Mairie vereinigt. Der Bürgermeister von Hoetmar, Goswin Wenzel Becker, wurde als Maire angestellt. Auch seinen Gerichtsstand verlor Hoetmar zu Sendenhorst und wurde zum Bezirk des Friedensgerichtes in Warendorf überwiesen. Von den in Hoetmar zum französischen Wehrdienst herangezogenen Männern fielen drei in Spanien und fünf in Russland. In der Schlacht bei Ligny (1815) fielen zwei Hoetmarer. 1866 wurden im Krieg zwischen Preußen und Österreich von der Gemeinde Hoetmar 37 junge Männer eingezogen. 1870/1871 fielen vier Hoetmarer im Deutsch-Französischen Krieg.
Im 1816 in der preußischen Provinz Westfalen gegründeten Kreis Warendorf bildete Hoetmar zunächst eine eigene Bürgermeisterei und ab 1843 ein eigenes Amt.

### 20. Jahrhundert
Auch in den letzten beiden Weltkriegen verloren viele Hoetmarer ihr Leben. Von 1914 bis 1918 sind 53 Hoetmarer gefallen. Von 1939 bis 1945 fielen 98 Soldaten. 39 wurden vermisst.
1938 wurde Hoetmar in das Amt Freckenhorst eingegliedert. Durch eine Gebietsreform wurde die zuvor selbstständige Gemeinde Hoetmar am 1. Juli 1969 ein Teil der damaligen Stadt Freckenhorst. Zusammen mit Freckenhorst kam Hoetmar am 1. Januar 1975 zur Stadt Warendorf.

## Politik

### Wappen
Das Hoetmarer Wappen erinnert an die Entstehung Hoetmars. Der goldene Adler ist der Rietberger Adler. Von den Grafen von Rietberg wurde die Pfarrei bekanntlich begründet. Ein halber Adler am Spalt ist guter alter Wappenbrauch. Der Palmzweig als Zeichen der Märtyrer bezieht sich auf Sankt Lambertus von Lüttich als Kirchenpatron.

## Kirchenleben
1281 findet sich eine erste Nachricht über die Existenz der Lambertus-Kirche und Pfarrei Hoetmar. Weitere frühe Nachrichten, die zur Geschichte der Pfarrei überliefert sind, stammen aus den Jahren 1282 und 1313.
Zu der Pfarrei Hoetmar gehören die Bauerschaften Buddenbaum, Holtrup, Lentrup, Mestrup, Natarp und die Dorfbauerschaft.
In der Bauerschaft Buddenbaum befindet sich die bekannte Wallfahrtskapelle „Buddenbaum“ (Marienkapelle).
In den Jahren 1959/1960 wurde auch mit Hilfe von Gemeindemitgliedern die Michaeliskapelle der evangelischen Kirchengemeinde Freckenhorst in Hoetmar erbaut. Die Kirchweihe fand wenig später am 16. Oktober 1960 statt. Im September 2016 wurde die Kapelle entwidmet und anschließend in ein Wohnhaus umgebaut.

## Vereine
Der örtliche Fußballverein SC Hoetmar spielt seit der Saison 2022/23 in der Kreisliga B Münster/Warendorf. Zusätzlich werden noch folgende Sportarten angeboten: Tennis, Tischtennis, Volleyball und Breitensport. Außerdem gibt es in Hoetmar zahlreiche weitere Vereine hier besonders zu erwähnen wären der *Schützen- und Heimatverein, die KLJB und der Ökumenische Seniorenverein.

## Veranstaltungen
Jedes Jahr werden zu Pfingsten die traditionellen „Nilspiele“ ausgetragen. Der Wieninger Bach (Nil) ist die Grenze zwischen Nord- und Süd-Hoetmar. Am Pfingstwochenende kommt es dann zum sportlichen Vergleich beider Dorfhälften.

## Auszeichnungen
Das Dorf errang 1975 den Titel „Bundesgolddorf“ im Wettbewerb „Unser Dorf soll schöner werden“. 2014 wurde Hoetmar erneut zum Sieger und somit zum Golddorf beim Kreiswettbewerb „Unser Dorf hat Zukunft“ gekürt. 2015 ist Hoetmar Golddorf auf Landesebene geworden.
2016 wurde Hoetmar neben acht anderen Gemeinden im bundesweiten Wettbewerb Unser Dorf hat Zukunft mit Gold ausgezeichnet.

## Persönlichkeiten
- Bettina Hoy (* 1962), Vielseitigkeitsreiterin, die in Hoetmar lebt